# Fontaine-Henry
Fontaine-Henry è un comune francese di 469 abitanti situato nel dipartimento del Calvados nella regione della Normandia.

## Società

### Evoluzione demografica
Abitanti censiti